# WIV Premier League 2021
La WIV Premier League 2021 fue la edición número 23 de la WIV Liga Premier. Este fue en realidad el Torneo Apertura, sin embargo se mantuvo el nombre de Provo Premier League 2021

## Formato
Esta temporada participaron 6 equipos los cuales jugaron entre sí mediante sistema de todos contra todos dos veces totalizando 10 partidos cada uno; al término de las 10 fechas el club con el mayor puntaje se proclamó campeón y de cumplir los requisitos establecidos podrá participar a la CONCACAF Caribbean Club Shield 2022.

## Equipos participantes
- Academy Eagles FC
- Beaches FC
- Blue Hills FC
- Flamingo FC
- SWA Sharks
- Teachers FC

## Tabla de posiciones
Actualizado el 26 de noviembre de 2021.
| Pos. | Equipo            | PJ | PG | PE | PP | GF | GC | DG  | Pts. | Clasificado a                                 |
| ---- | ----------------- | -- | -- | -- | -- | -- | -- | --- | ---- | --------------------------------------------- |
| 1    | Blue Hills FC (C) | 10 | 7  | 1  | 2  | 26 | 9  | +17 | 22   | Campeón y CONCACAF Caribbean Club Shield 2022 |
| 2    | SWA Sharks        | 10 | 6  | 2  | 2  | 22 | 11 | +11 | 20   |                                               |
| 3    | Beaches FC        | 10 | 6  | 0  | 4  | 29 | 17 | +12 | 18   |                                               |
| 4    | Academy Eagles FC | 10 | 6  | 0  | 4  | 20 | 14 | +6  | 18   |                                               |
| 5    | Teachers FC       | 10 | 2  | 1  | 7  | 16 | 32 | -16 | 7    |                                               |
| 6    | Flamingo FC       | 10 | 1  | 0  | 9  | 10 | 41 | -31 | 3    |                                               |